# چیسلاگو
چیسلاگو (به ایتالیایی: Cislago) یک کومونه در ایتالیا است که در استان وارزه واقع شده‌است.

## خصوصیات
چیسلاگو ۱۰٫۹۲ کیلومترمربع مساحت و ۱۰٬۰۶۳ نفر جمعیت دارد و ۲۳۷ متر بالاتر از سطح دریا واقع شده‌است.